# Esbo församling
Esbo församling var den kristna moderförsamlingen i Esbo socken i Finland åren 1451–1950. Församlingen grundades troligen redan på 1300-talet som ett kapellförsamling till Kyrkslätt och upphöjdes till moderförsamling år 1451. År 1950 delades Esbo församling språkligt i en finsk och en svensk församling. Församlingens huvudkyrka var Esbo domkyrka.

## Historia
Esbo församling var universitetets prebendeförsamling 1835-1873.
I oktober 1921 föreslogs vid ett medborgarmöte att Alberga skulle bli en egen församling, men initiativet föll i och med Hagalunds självständighet. År 1929 försökte invånarna i Grankulla, Kilo och Alberga bilda både en finsk- och svenskspråkig församling i området, men detta förverkligades aldrig.
Från den finskspråkiga Esbo församling avskildes år 1960 Hagalunds församling, och den återstående delen delades år 1964 in i Egentliga Esbo, Södra Esbo och Alberga församlingar. Senare har Södra Esbo församling ytterligare delats upp i Olars och Esbovikens församlingar. Även Grankulla hörde till Esbo församlingar fram till år 1978, då Grankullas finska och svenska församlingar blev självständiga.

## Präster
Lista över kyrkoherdar i Esbo församling:
- 1458–1500: Henricus
- 1500–1532: Martinus
- 1533–1551: Laurentius
- 1554–1561: Henricus Stephani Herkäpaeus
- 1563–1786: Ericus Stephani Hercke
- 1586–1615: Olaus Stephani
- 1615–1616: Andreas Henrici
- 1616–1619: Bartholdus S. Zachaeus
- 1619: Hieronymus Laurentii
- 1620–1649: Johannes Martini Brennerus
- 1650–1684: Martinus Johannis Brennerus
- 1684–1704: Sveno Martini Brennerus
- 1705–1716: Johan Molsdorffer
- 1721–1739: Abraham Collin
- 1739–1742: Johan Braxer
- 1744–1773: Elias Cajander
- 1775–1793: Nils Crusell
- 1795–1816: Adam Johan Tamelander
- 1819–1832: Ezechiel Hildeen
- 1835–1848: Jakob Algot Gadolin
- 1851–1871: Gabriel Geitlin
- 1873–1895: Karl Erenius
- 1897–1905: Aksel August Abraham Fleege
- 1907–1930: Karl Oskar Fontell
- 1932–1947: Lennart Byman
- 1947–1950: Thure af Björksten